# Planodema unicolor
Planodema unicolor är en skalbaggsart som beskrevs av Jordan 1903. Planodema unicolor ingår i släktet Planodema och familjen långhorningar.
Artens utbredningsområde är Gabon. Inga underarter finns listade i Catalogue of Life.